# Eingliedriger Satz
Ein eingliedriger Satz ist ein Satz, der im Gegensatz zum zweigliedrigen Satz nicht in Subjekt und Prädikat zerlegbar ist (siehe auch : holophrastischer Sprachbau).
```
Dass du (mir) nichts verschüttest!
Aufwachen!
Ja, nein, sicherlich!
```

Es bestehen Unterschiede zum Einwortsatz.

## Einteilung nach Moskal'skaya
Moskal'skaya (249, 279 ff.) unterschied zwei Kategorien: „Einwortsätze“ (diese Bezeichnung ist unglücklich gewählt) und idiomatische Sätze.
Beispiele für „Einwortsätze“:
```
Stille Nacht (←)
Aufstehen!; Absitzen !; Stillgestanden!; Vorwärts!
Feuer!
Bestimmt; Ja.; Nein.
```

Beispiele für idiomatische Sätze :
```
Dass du (mir) nichts verschüttest!
Der und Sport treiben?
Ich, ein Lügner?;
Immer Mut!; Du Feigling!
So eine Überraschung!
Mach, dass du fortkommst!
Und so was nennt sich Freund!
```

Danièle Clément bemerkt trocken zu diesem gutgemeinten Ansatz: „Diese Beispiele zeigen deutlich die Hilflosigkeit eines Grammatikers gegenüber Ausdrücken, die nicht die Form eines »Standard-«, d. h. kanonischen Satzes haben“. Der kanonische Satz besteht aus Subjekt, Prädikat und Objekt.